# Tolna (comitaat)
Tolna is een comitaat van Hongarije. Tolna ligt in het zuidwesten van het land. De hoofdstad is Szekszárd. Het comitaat heeft 230.361 (2011) inwoners.

## Geografie
Het comitaat ligt op de rechteroever van de rivier de Donau op de Grote Hongaarse Laagvlakte. Het grenst aan de comitaten Fejér in het noorden, Bács-Kiskun in het oosten, Baranya in het zuiden en Somogy in het westen.

## Geschiedenis
Tolna (Latijn: comitatus Tolnensis) is een van eerste comitaten van het Koninkrijk Hongarije en is ontstaan in de elfde eeuw. Het huidige Tolna verschilt qua omvang weinig van het oorspronkelijke Tolna en is daarmee een van de weinige vrijwel intact gebleven comitaten van voor de Eerste Wereldoorlog.

## Bevolking
Volgens de volkstelling van 2011 had het comitaat 230.361 inwoners, dit waren er ruim 12.000 minder dat in 2001. In totaal bestonden de minderheden in het comitaat uit 22.238 personen (9,6%).
De belangrijkste minderheden waren de Duitsers (10.195 personen) en de Roma (8.768 personen).

## Kistérségek (deelgebieden)
- Bonyhád
- Dombóvár
- Paks
- Szekszárd
- Tamási

## Steden en dorpen

### Stad met comitaatsrecht
- Szekszárd

### Andere steden
(gesorteerd naar bevolkingsomvang, volgens de census van 2001)
- Dombóvár (21.066)
- Paks (20.954)
- Bonyhád (14.401)
- Tolna (12.195)
- Tamási (9.830)
- Dunaföldvár (9.212)
- Bátaszék (6.925)
- Simontornya (4.606)

### Dorpen
- Alsónána
- Alsónyék
- Aparhant
- Attala
- Báta
- Bátaapáti
- Belecska
- Bikács
- Bogyiszló
- Bölcske
- Bonyhádvarasd
- Cikó
- Csibrák
- Csikóstőttős
- Dalmand
- Decs
- Diósberény
- Döbrököz
- Dunaszentgyörgy
- Dúzs
- Értény
- Fácánkert
- Fadd
- Felsőnána
- Felsőnyék
- Fürged
- Gerjen
- Grábóc
- Gyönk
- Györe
- Györköny
- Gyulaj
- Harc
- Hőgyész
- Iregszemcse
- Izmény
- Jágónak
- Kajdacs
- Kakasd
- Kalaznó
- Kapospula
- Kaposszekcső
- Keszőhidegkút
- Kéty
- Kisdorog
- Kismányok
- Kisszékely
- Kistormás
- Kisvejke
- Kocsola
- Kölesd
- Koppányszántó
- Kurd
- Lápafő
- Lengyel
- Madocsa
- Magyarkeszi
- Medina
- Miszla
- Mőcsény
- Mórágy
- Mucsfa
- Mucsi
- Murga
- Nagydorog
- Nagykónyi
- Nagymányok
- Nagyszékely
- Nagyszokoly
- Nagyvejke
- Nak
- Németkér
- Őcsény
- Ozora
- Pálfa
- Pári
- Pincehely
- Pörböly
- Pusztabecse
- Pusztahencse
- Regöly
- Sárpilis
- Sárszentlőrinc
- Sióagárd
- Szakadát
- Szakály
- Szakcs
- Szálka
- Szárazd
- Szedres
- Tengelic
- Tevel
- Tolnanémedi
- Udvari
- Újireg
- Váralja
- Várdomb
- Várong
- Varsád
- Závod
- Zomba